# Закудряев, Владимир Петрович
Владимир Петрович Закудряев (также Закурдяев; 19 июня 1911, Столовое, Тамбовский уезд, Тамбовская губерния, Российская империя — 6 февраля 1958, Мезень, Архангельская область) — главный старшина Военно-морского флота СССР, участник Великой Отечественной войны, Герой Советского Союза (1943).

## Биография
Владимир Закудряев родился в 1911 году в селе Столовое Платоновского района Тамбовской области (ныне — Тамбовский район Тамбовской области). Окончил начальную школу, после чего работал на мельнице в колхозе, затем шахтёром в Донбассе. В 1933—1935 годах проходил службу в Рабоче-крестьянской Красной Армии на Дальнем Востоке. По некоторым данным, участвовал в боях на озере Хасан, был ранен. С начала Великой Отечественной войны — на её фронтах. Участвовал в обороне Одессы и Севастополя. К ноябрю 1943 года главный старшина Владимир Закудряев был помощником командира взвода 386-го отдельного батальона морской пехоты Новороссийской военно-морской базы Черноморского флота. Отличился во время Керченско-Эльтигенской операции.
В ночь с 31 октября на 1 ноября 1943 года Закудряев высадился в районе посёлка Эльтиген (ныне — Героевское в черте Керчи) и принял активное участие в захвате плацдарма на побережье Керченского полуострова. За несколько часов противник девятнадцать раз атаковал позиции советских частей, но все они были успешно отражены. В бою Закудряев получил тяжёлое ранение, но продолжал сражаться. Вечером того же дня на плацдарм высадились основные силы 318-й стрелковой дивизии.
Указом Президиума Верховного Совета СССР от 17 ноября 1943 года за «форсирование Керченского пролива, захват плацдарма на Керченском полуострове и проявленные при этом отвагу и геройство» главный старшина Владимир Закудряев был удостоен высокого звания Героя Советского Союза с вручением ордена Ленина и медали «Золотая Звезда» за номером 2910.
После окончания войны Закудряев был демобилизован. Проживал и работал в городе Мезень Архангельской области. Умер 6 февраля 1958 года. Похоронен на Мезенском городском кладбище Архангельской области.
Был также награждён рядом медалей.